# Damiano Brigo (cestista)
Damiano Brigo (Conselve, 29 gennaio 1973) è un ex cestista e allenatore di pallacanestro italiano.

## Carriera
Pivot di 209 cm per 110 kg, dal 1991 al 1994 ha giocato nella massima serie vestendo la maglia della Virtus Bologna sotto la guida di coach Ettore Messina prima e di Alberto Bucci poi, conquistando due scudetti partendo dalla panchina durante la sua permanenza alle vu nere. Da qui si trasferisce in Serie A2 al Basket Rimini, dove rimane per una stagione.
Nel 1995 scende in Serie B1 trasferendosi al Benevento, quindi un'annata a Ferrara sempre in B1. Il 1997 è l'anno del passaggio al Progresso Castel Maggiore, formazione che in pochi anni ha compiuto il duplice salto dalla B2 fino alla A2 proprio con Brigo in rosa. Resta nell'organico della compagine emiliana fino al gennaio 2001, quando si accasa a Vigevano in B1.
Per un quadriennio (2001-2005) è in forza alla Virtus Siena, poi tre anni alla Fulgor Libertas Forlì intervallati da un'esperienza alla Reyer Venezia. Dopo un anno alla Fortitudo Martina Franca (in Serie B Dilettanti), nell'ottobre 2010 va a completare a gettone il reparto lunghi del Veroli Basket, formazione di Legadue.
Torna in terza serie con la parentesi di Brescia, poi si riavvicina a casa continuando nelle serie minori venete.

## Palmarès
- Campionato italiano: 2

Virtus Bologna: 1992-93, 1993-94
campionato mondiale over 40 2013
campionato UISP Padova 2017